# Rokas Bernotas
Rokas Bernotas (ur. 2 sierpnia 1952 w Wilnie) – litewski chemik i dyplomata, ambasador Litwy w Chinach, Mongolii, Korei i Wietnamie (2006–2010). Od 2010 ambasador w Kazachstanie.

## Życiorys
W 1975 ukończył studia na Wydziale Chemii na Wileńskim Uniwersytecie Państwowym. Po studiach pracował naukowo na macierzystym wydziale. W 1985 uzyskał stopień doktora nauk chemicznych Instytutu Politechnicznego w Kownie.
Po odzyskaniu przez Litwę niepodległości rozpoczął służbę w Ministerstwie Spraw Zagranicznych jako dyrektor Wydziału Azji, Afryki i Oceanii. Od 1992 do 1993 sprawował urząd wiceministra spraw zagranicznych. W tym czasie ukończył stosunki międzynarodowe na Uniwersytecie w Oksfordzie. W latach 1993–1995 kierował Wydziałem Europy Zachodniej MSZ. W 1995 został mianowany radcą w Ambasadzie Litwy w Rzymie. Po powrocie do kraju w 1997 objął funkcję sekretarza stanu w Ministerstwie Spraw Zagranicznych, a w latach 1998–1999 był wiceministrem tegoż resortu. Od 1999 do 2003 reprezentował Litwę przy Radzie Europy jako stały przedstawiciel. Po powrocie na Litwę objął urząd dyrektora Departamentu Stosunków Multilateralnych.
W 2006 został mianowany przez prezydenta nadzwyczajnym i pełnomocnym ambasadorem Republiki Litewskiej w Chińskiej Republice Ludowej, Republice Korei, Wietnamie i Mongolii. W 2010 został ambasadorem Litwy w Kazachstanie.
Deklaruje znajomość języków angielskiego, rosyjskiego, polskiego, włoskiego, niemieckiego i francuskiego.
W 1999 odznaczony Krzyżem Komandorskim Orderu Zasługi Rzeczypospolitej Polskiej.